# Civilização protoelamita

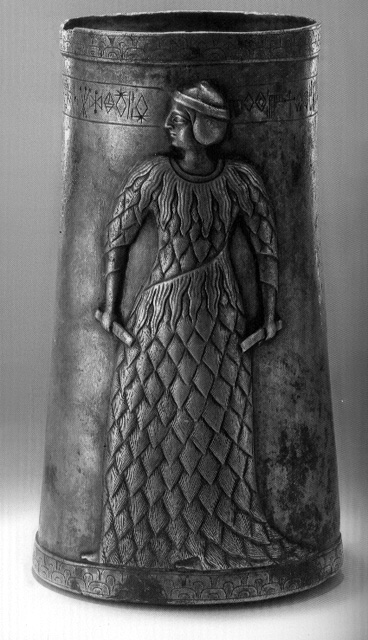
Copo de prata de Marvdasht, Fars, com uma inscrição elamita-linear, III milénio AEC. Museo Nacional do Irão.

O período proto-elamita ocorreu entre cerca de 3300 e 2800 a.C., quando Susa, mais tarde capital do Elão, começara a receber influências das culturas do provenientes do Planalto iraniano. Em termos arqueológicos este corresponde ao período Banes tardio. Esta civilização é reconhecida como a mais antiga do Irão e foi contemporânea da análoga civilização suméria, a mais antiga do mundo que remonta a cerca de 5200 a.C..
É sabido que o território do Elão é habitado desde o VI milénio AEC. No VII milénio teve início uma civilização agrícola que se estabeleceu no canal de irrigação, no VI milénio a mesma transferiu-se para uma irrigação artificial semelhante à da Mesopotâmia; no IV milénio AEC. havia já uma comunidade calcolítica bem organizada, com ligações comerciais com a Mesopotâmia, Baluchistão e Vale do Indo. Neste milénio surge também a cidade de Susa, a qual é tão antiga como as cidades da Suméria na Mesopotâmia. No terceiro milénio AEC. muitas outras cidades são estruturadas através do território do Elão.
A escrita proto-elamita consiste num sistema de escrita que remonta aos primórdios da Idade do Bronze precursora da antiga língua elamita, antes da introdução da escrita cuneiforme elamitas.